# Geunar-ui bun-wigi
Geunar-ui bun-wigi (그날의 분위기?), noto anche con il titolo internazionale Mood of the Day, è un film del 2016 scritto e diretto da Jo Kyu-kang.

## Trama
Kim Jae-hyun e Bae Soo-jung, rispettivamente un giocatore di baseball e una pubblicitaria, si devono entrambi recare a Pusan per lavoro e si incontrano su un treno espresso.